# ساوا رانجلوویچ
ساوا رانجلوویچ (انگلیسی: Sava Ranđelović؛ زادهٔ ۱۷ ژوئیهٔ ۱۹۹۳) بازیکن واترپلو اهل صربستان است.
وی در مسابقات کشوری و بین‌المللی در مجموع برندهٔ ۱۰ مدال طلا شده‌است.